# Mudchute (DLR)

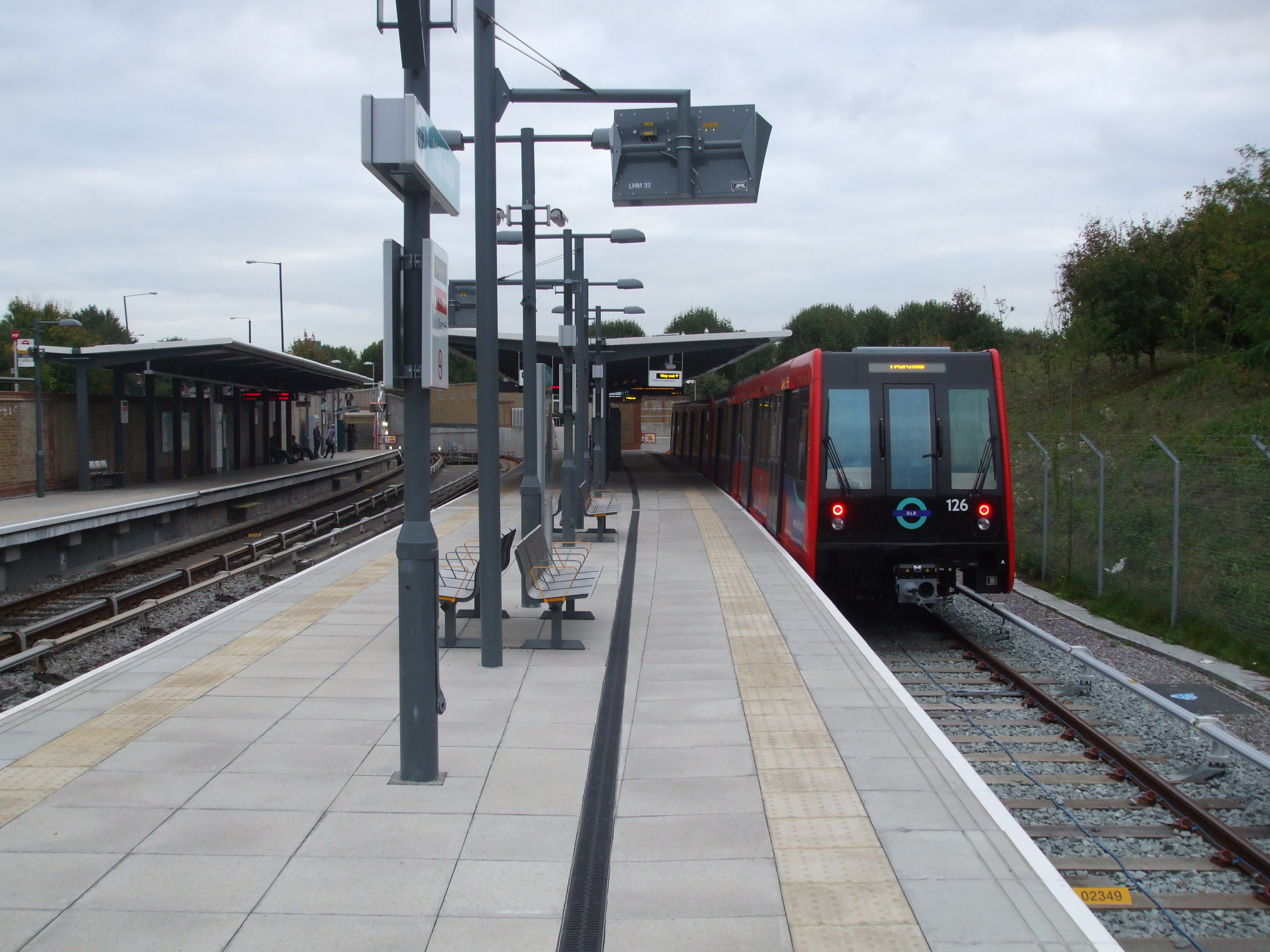
Bahnsteige der Station Mudchute

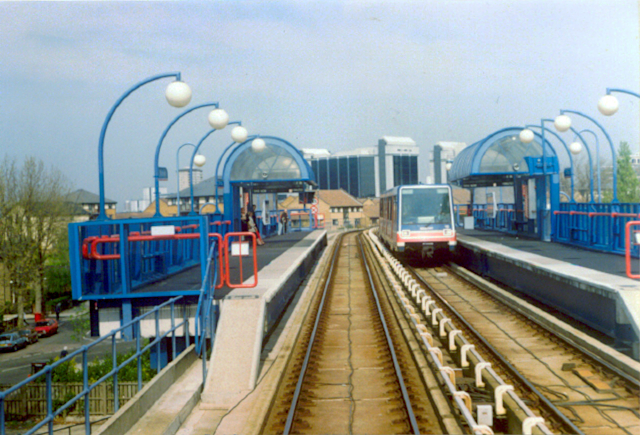
Die ursprüngliche Station Mudchute im Jahr 1994

Mudchute ist eine Station der Docklands Light Railway (DLR) im Londoner Stadtbezirk London Borough of Tower Hamlets. Sie liegt in der Travelcard-Tarifzone 2 auf der Isle of Dogs, an der East Ferry Road im Stadtteil Cubitt Town.

## Geschichte
Der Name der Station kann in etwa mit „Schlammrutsche“ übersetzt werden. Dieser Ausdruck bezieht sich auf eine Abraumhalde, die beim Bau der Docks in den 1840er Jahren entstand. Der Aushub sowie der Schlick aus den Hafenbecken und Schifffahrtswegen wurden hier zentral deponiert. Mit der Zeit entstand eine hügelige Landschaft, die sich zu einem Naherholungsgebiet entwickelte.
Die Station wurde am 31. August 1987 eröffnet, zusammen mit dem DLR-Grundnetz. Vom 10. Februar bis 16. April 1996 war die Strecke südlich von Heron Quays wegen eines IRA-Anschlags bei der Station South Quay gesperrt. Nachdem der Bau der Verlängerung unter die Themse hindurch in Richtung Lewisham begonnen hatte, musste die auf einem Viadukt befindliche Station verlegt werden. Sie wurde am 8. Januar 1999 geschlossen und durch eine neue Anlage ersetzt. Diese befindet sich in einem Einschnitt kurz vor dem Tunneleingang und wurde am 20. November 1999 eröffnet, zusammen mit dem Teilstück zwischen Crossharbour und Lewisham.
Ursprünglich hätte die Station Millwall Dock heißen sollen. Doch als die DLR gebaut wurde, war der FC Millwall, dessen Stadion sich auf der anderen Seite des Flusses befindet, besonders stark von Hooligan-Vorfällen betroffen. Da man befürchtete, der eigentlich vorgesehene Name könnte unerwünschte und gewaltbereite Personen anziehen, fiel die Wahl auf Mudchute.